# Ya’ngan (köpinghuvudort i Kina, Tibet Autonomous Region, lat 31,84, long 94,44)
Ya'ngan (kinesiska: 雅安, Pugugai, 普古改, 雅安镇) är en köpinghuvudort i Kina. Den ligger i den autonoma regionen Tibet, i den sydvästra delen av landet, omkring 400 kilometer nordost om regionhuvudstaden Lhasa. Antalet invånare är 4 802. Befolkningen består av 2 181 kvinnor och 2 621 män. Barn under 15 år utgör 32 %, vuxna 15-64 år 62 %, och äldre över 65 år 4,0 %.
Runt Ya'ngan är det mycket glesbefolkat, med 6 invånare per kvadratkilometer. Det finns inga andra samhällen i närheten. Trakten runt Ya'ngan består i huvudsak av gräsmarker.
Genomsnittlig årsnederbörd är 960 millimeter. Den regnigaste månaden är juni, med i genomsnitt 228 mm nederbörd, och den torraste är december, med 4 mm nederbörd.